# 孫昇 (永樂進士)
孫昇，字伯高，南直隸广德人。明朝政治人物、進士。

## 生平
永乐二年（1404年），孫昇中式甲申科三甲第二百三十九名进士，任御史。当时白莲教起义，孫昇统领各镇镇压。升任辽府长史，后任建昌府知府。